# Universitat de Springfield
|  | No s'ha de confondre amb Universitat de Massachusetts. |

La Universitat de Springfield (oficialment i en anglès Springfield College) és una petita universitat privada a la ciutat de Springfield (Massachusetts). S'hi va jugar el primer partit de bàsquet de la història després que James Naismith inventés aquest esport.